# Hilde Volk
Hilde Volk (17 de septiembre de 1912- 16 de mayo de 1995) fue una actriz teatral, cinematográfica y radiofónica austriaca.

## Biografía
Su verdadero nombre era Hilde Ester, y nació en Viena, Austria. Volk debutó sobre el escenario en 1933 en el Salzburger Landestheater, donde trabajó hasta 1934. Entre 1933 y 1936 actuó para el Raimundtheater de Viena. Luego fue a Berlín, donde actuó en diferentes teatros, entre ellos el Renaissance-Theater, el Deutsches Theater (en la temporada 1937/38 participó en Mucho ruido y pocas nueces) y en el Berliner Kammerspielen (en 1940 con Albert Matterstock en la comedia Auf Entdeckungsfahrt). 
Finalizada la Segunda Guerra Mundial trabajó principalmente en Hamburgo y Berlín. Actuó en el Deutsches Schauspielhaus de Hamburgo (hasta 1949), en el Komödie Berlin (hasta 1950), de nuevo en el Renaissance-Theater (desde la temporada 1947/48 con Das Lied der Taube, de John Van Druten, más tarde, en las temporadas 1950/51, 1952/53 y 1953/54), y a finales de los años 1950 en el Teatro Schiller de Berlín. En la temporada 1954/55 apostó por el Deutsches Theater de Gotinga, encarnando a Antoinette Hechingen en la obra llevada a escena por Heinz Hilpert Der Schwierige. En 1961 fue contratada para actuar en el Teatro Schauspiel Köln. Luego volvió de nuevo a varios teatros berlineses, y fue actriz invitada en el Kleinen Komödie de Múnich (1969–1971), en Hamburgo (1971/72, en el Teatro Thalia) y en Fráncfort del Meno. En 1981 participó en el Renaissance-Theater de Berlín en la comedia Hokuspokus, de Curt Goetz.
Debutó en la pantalla en los años 1930 con los filmes Der falsche Fuffziger y Spuk im Museum. Entre sus siguientes papeles cinematográficos figuran el de Edith Keppler en Geheimnisse einer Ehe (1956), el de maestra en Stefanie (1958), el de Hilda Meier en Ohne Mutter geht es nicht (1958), el de Rabe en Was eine Frau im Frühling träumt y el de Spatz en Wenn das mein großer Bruder wüßte (1959). Otras de sus cintas fueron Der Jugendrichter, Ich bin auch nur eine Frau, Undine y Crumbles letzte Chance zu sehen.
Hilde Volk trabajó a partir de los años 1970 en series como Der Kommissar, Derrick o Der Alte, en papeles aislados como actriz invitada. Otros papeles televisivos fueron el de Oma Pleschka en Der Schatz im Niemandsland (1988) y el de Emmi Lefevre en Oh-Mathilde (1990).
Hilde Volk actuó también en numerosas producciones radiofónicas. Entre ellas se encuentran la emisión de la Rundfunk im amerikanischen Sektor Der kleine Grenzverkehr (dirigida por Barbara Bienert), a partir de la obra de Erich Kästner, que protagonizó en 1949 con Fritz Wagner. En la radio comercial hizo pequeños papeles en Benjamin Blümchen y Bibi Blocksberg.
Hilde Volk war había estado casada con Gerhard Bienert, y desde 1942 hasta la muerte de él en 1983, con el actor Erik Ode. La actriz falleció en España en el año 1995.

## Filmografía
- 1935 : Der falsche Fuffziger
- 1938 : Spuk im Museum
- 1958 : Stefanie
- 1958 : Ohne Mutter geht es nicht
- 1958 : Meine 99 Bräute
- 1959 : Was eine Frau im Frühling träumt
- 1959 : Wenn das mein großer Bruder wüßte
- 1960 : Der Jugendrichter
- 1960 : Das kunstseidene Mädchen
- 1962 : Ich bin auch nur eine Frau
- 1965 : Undine (TV)
- 1967 : Crumbles letzte Chance (TV)
- 1969–1973 : Der Kommissar (serie TV, tres episodios)
- 1975–1991 : Derrick (serie TV, cinco episodios)
- 1977–1980 : Sonne, Wein und harte Nüsse (serie TV, 21 episodios)
- 1978 : Polizeiinspektion 1 (serie TV, un episodio)
- 1984–1991 : Der Alte (serie TV, tres episodios)
- 1987 : Der Schatz im Niemandsland (serie TV)
- 1990 : Roda Roda (serie TV)
- 1990 : Oh-Mathilde (serie TV)
- 1994 : Praxis Bülowbogen (serie TV, en episodio)